# Psáře
Psáře (en allemand : Psarsche) est une commune du district de Benešov, dans la région de Bohême-Centrale, en Tchéquie. Sa population s'élevait à 127 habitants en 2020.

## Géographie
Psáře se trouve à 8 km au nord-nord-est de Vlašim, à 20 km à l'est-sud-est de Benešov et à 52 km au sud-est de Prague.
La commune est limitée par Divišov au nord et au nord-est, par Tichonice et Trhový Štěpánov à l'est, par Tehov au sud et au sud-est, et par Libež et Všechlapy à l'ouest.

## Histoire
La première mention écrite de la localité date de 1352.